# Peter Schildt
Ernst Peter Jurgen Schildt (født 9. juni 1951 i Stockholm) er en svensk skuespiller, manuskriptforfatter, filminstruktør, teaterinstruktør, etc. Han er bror til Johan Schildt og søn af  Margareta og Henrik Schildt. Peter Schildt har været gift med Christina Herrström.
Schildt begyndte som skuespiller, da han var syv år. I skoletiden medvirkede han i TV og radio og ved teatre.

## Filmografi (utvalg)
- 1963 – Den gula bilen
- 1969 – Ådalen 31
- 1980 – Lycka till (TV) (også instruktør)
- 1982 – Ingenjör Andrées luftfärd
- 1982 – Gräsänklingar
- 1985 – August Strindberg: Ett liv (TV)
- 1986 – Amorosa
- 1988 – Xerxes (tv-serie) (instruktør)
- 1989 – Tre kärlekar (TV)
- 1990 – Ebba & Didrik (TV) (instruktør)
- 1996 – Juloratoriet
- 1997 – Glappet (TV) (instruktør)
- 1999 – Ivar Kreuger (tv-serie)
- 2000 – Suxxess (også instruktør og manuskriptforfatter)
- 2006 – Kronprinsessan (TV)
- 2008 – Sommer (tv-serie)
- 2008 – Oskyldigt dömd (TV)
- 2010 – Tusen gånger starkare (instruktør)
- 2011 – Svensson, Svensson – i nöd och lust